# Circuitul mondial UCI 2016
UCI World Tour 2016 va fi a opta ediție a sistemului de clasificare lansat de Uniunea Ciclistă Internațională (UCI) în 2009. Sezonul va începe cu etapa de deschidere a Tour Down Under la 19 ianuarie și se va încheia cu etapa de contratimp pe echipe la Campionatul Mondial din 9 octombrie. Spaniolul Alejandro Valverde va fi campionul en-titre.

## Echipe
Echipele UCI Wortld vor concura în World Tour, cu echipe din UCI Professional Continental sau cu echipe naționale, pasibile să participe la curse în funcție de decizia organizatorilor fiecărui eveniment. Următoarele echipe au solicitat înregistrarea ca UCI WorldTeam. 
- Ag2r-La Mondiale
- Astana
- BMC Racing Team
- FDJ
- IAM Cycling
- Movistar Team
- Orica-GreenEDGE
- Giant-Alpecin
- LottoNL-Jumbo
- Team Sky
- Trek-Segafredo
- Cannondale-Garmin
- Etixx-Quick Step
- Lampre-Merida
- Lotto Soudal
- Team Katusha
- Tinkoff-Saxo

## Evenimente
Toate evenimentele din UCI World Tour 2015 sunt incluse în această ediție, deși unele evenimente sunt programate la date diferite de edițiile precedente. UCI intenționează să pună în aplicare un nou sistem de clasificare în 2016. Prin urmare, este încă neclar câte puncte vor fi câștigate în concursurile din World Tour.
| Concurs                                       | Dată                    | Câștigător               | Câștigător | Locul 2                  | Locul 2 | Locul 3                    | Locul 3 | Alte puncte (de la locul 4 în jos)                                | Puncte pe etape |
| --------------------------------------------- | ----------------------- | ------------------------ | ---------- | ------------------------ | ------- | -------------------------- | ------- | ----------------------------------------------------------------- | --------------- |
| Tour Down Under                               | 19-24 ianuarie          | Simon Gerrans (AUS)      | 100 pt     | Richie Porte (AUS)       | 80 pt   | Sergio Henao (COL)         | 70 pt   | 60, 50, 40, 30, 20, 10, 4                                         | 6, 4, 2, 1, 1   |
| Paris-Nisa                                    | 6-13 martie             | Geraint Thomas (GBR)     | 100 pt     | Alberto Contador (ESP)   | 80 pt   | Richie Porte (AUS)         | 70 pt   | 60, 50, 40, 30, 20, 10, 4                                         | 6, 4, 2, 1, 1   |
| Tirreno–Adriatico                             | 9-15 martie             | Greg Van Avermaet (BEL)  | 100 pt     | Peter Sagan (SVK)        | 80 pt   | Bob Jungels (LUX)          | 70 pt   | 60, 50, 40, 30, 20, 10, 4                                         | 6, 4, 2, 1, 1   |
| Milano–San Remo                               | 19 martie               | Arnaud Démare (FRA)      | 100 pt     | Ben Swift (GBR)          | 80 pt   | Jürgen Roelandts (BEL)     | 70 pt   | 60, 50, 40, 30, 20, 10, 4                                         | N/A             |
| Turul Cataluniei                              | 21–27 martie            | Nairo Quintana (COL)     | 100 pt     | Alberto Contador (ESP)   | 80 pt   | Dan Martin (IRL)           | 70 pt   | 60, 50, 40, 30, 20, 10, 4                                         | 6, 4, 2, 1, 1   |
| E3 Harelbeke                                  | 25 martie               | Michał Kwiatkowski (POL) | 80 pt      | Peter Sagan (SVK)        | 60 pt   | Ian Stannard (GBR)         | 50 pt   | 40, 30, 22, 14, 10, 6, 2                                          | N/A             |
| Gent–Wevelgem                                 | 27 martie               | Peter Sagan (SVK)        | 80 pt      | Sep Vanmarcke (BEL)      | 60 pt   | Vyacheslav Kuznetsov (RUS) | 50 pt   | 40, 30, 22, 14, 10, 6, 2                                          | N/A             |
| Turul Flandrei                                | 3 aprilie               | Peter Sagan (SVK)        | 100 pt     | Fabian Cancellara (SUI)  | 80 pt   | Sep Vanmarcke (BEL)        | 70 pt   | 60, 50, 40, 30, 20, 10, 4                                         | N/A             |
| Turul Țării Bascilor                          | 4–9 aprilie             | Alberto Contador (ESP)   | 100 pt     | Sergio Henao (COL)       | 80 pt   | Nairo Quintana (COL)       | 70 pt   | 60, 50, 40, 30, 20, 10, 4                                         | 6, 4, 2, 1, 1   |
| Paris–Roubaix                                 | 10 aprilie              | Mathew Hayman (AUS)      | 100 pt     | Tom Boonen (BEL)         | 80 pt   | Ian Stannard (GBR)         | 70 pt   | 60, 50, 40, 30, 20, 10, 4                                         | N/A             |
| Cursa Amstel Gold                             | 17 aprilie              | Enrico Gasparotto (ITA)  | 0pt        | Michael Valgren (DEN)    | 60 pts  | Sonny Colbrelli (ITA)      | 0 pts   | 40, 30, 22, 14, 10, 6, 2                                          | N/A             |
| Săgeata Valonă                                | 20 aprilie              | Alejandro Valverde (ESP) | 80 pts     | Julian Alaphilippe (FRA) | 60 pts  | Dan Martin (IRL)           | 50 pts  | 40, 30, 22, 14, 10, 6, 2                                          | N/A             |
| Liège–Bastogne–Liège                          | 24 aprilie              | Wout Poels (NED)         | 100 pts    | Michael Albasini (SUI)   | 80 pts  | Rui Costa (POR)            | 70 pts  | 60, 50, 40, 30, 20, 10, 4                                         | N/A             |
| Turul Romandiei                               | 26 aprilie–1 mai        | Nairo Quintana (COL)     | 100 pts    | Thibaut Pinot (FRA)      | 80 pts  | Jon Izagirre (ESP)         | 70 pts  | 60, 50, 40, 30, 20, 10, 4                                         | 6, 4, 2, 1, 1   |
| Turul Italiei                                 | 6-29 mai                | Vincenzo Nibali (ITA)    | 170 pts    | Esteban Chaves (COL)     | 130 pts | Alejandro Valverde (ESP)   | 100 pts | 90, 80, 70, 60, 52, 44, 38, 32, 26, 22, 18, 14, 10, 8, 6, 4, 2    | 16, 8, 4, 2, 1  |
| Criteriul Dauphiné                            | 5-12 iunie              | Chris Froome (GBR)       | 100 pt     | Romain Bardet (FRA)      | 80 pt   | Dan Martin (IRL)           | 70 pt   | 60, 50, 40, 30, 20, 10, 4                                         | 6, 4, 2, 1, 1   |
| Turul Elveției                                | 11-19 iunie             | Miguel Ángel López (COL) | 100 pt     | Jon Izagirre (ESP)       | 80 pt   | Warren Barguil (FRA)       | 70 pt   | 60, 50, 40, 30, 20, 10, 4                                         | 6, 4, 2, 1, 1   |
| Turul Franței                                 | 2-24 iulie              | Chris Froome (GBR)       | 200 pt     | Romain Bardet (FRA)      | 150 pt  | Nairo Quintana (COL)       | 120 pt  | 110, 100, 90, 80, 70, 60, 50, 40, 30, 24, 20, 16, 12, 10, 8, 6, 4 | 20, 10, 6, 4, 2 |
| Turul Poloniei                                | 12-18 iulie             | Tim Wellens (BEL)        | 100 pt     | Fabio Felline (ITA)      | 80 pt   | Alberto Bettiol (ITA)      | 70 pt   | 60, 50, 40, 30, 20, 10, 4                                         | 6, 4, 2, 1, 1   |
| Clasica San Sebastián                         | 30 iulie                | Bauke Mollema (NED)      | 80 pt      | Tony Gallopin (FRA)      | 60 pt   | Alejandro Valverde (ESP)   | 50 pt   | 40, 30, 22, 14, 10, 6, 2                                          | N/A             |
| Turul Spaniei                                 | 20 august–11 septembrie | Nairo Quintana (COL)     | 170 pt     | Chris Froome (GBR)       | 130 pt  | Esteban Chaves (COL)       | 100 pt  | 90, 80, 70, 60, 52, 44, 38, 32, 26, 22, 18, 14, 10, 8, 6, 4, 2    | 16, 8, 4, 2, 1  |
| EuroEyes Cyclassics                           | 21 august               | Caleb Ewan (AUS)         | 80 pt      | John Degenkolb (DEU)     | 60 pt   | Giacomo Nizzolo (ITA)      | 50 pt   | 40, 30, 22, 14, 10, 6, 2                                          | N/A             |
| GP Ouest-France                               | 28 august               | Oliver Naesen (BEL)      | 80 pt      | Alberto Bettiol (ITA)    | 60 pt   | Alexander Kristoff (NOR)   | 50 pt   | 40, 30, 22, 14, 10, 6, 2                                          | N/A             |
| MP de Québec                                  | 9 septembrie            | Peter Sagan (SVK)        | 80 pt      | Greg Van Avermaet (BEL)  | 60 pt   | Anthony Roux (FRA)         | 50 pt   | 40, 30, 22, 14, 10, 6, 2                                          | N/A             |
| MP de Montréal                                | 11 septembrie           | Greg Van Avermaet (BEL)  | 80 pt      | Peter Sagan (SVK)        | 60 pt   | Diego Ulissi (ITA)         | 50 pt   | 40, 30, 22, 14, 10, 6, 2                                          | N/A             |
| Eneco Tour                                    | 19-25 septembrie        |                          |            |                          |         |                            |         |                                                                   |                 |
| Turul Lombardiei                              | 1 octombrie             |                          |            |                          |         |                            |         |                                                                   | N/A             |
| Contratimp pe echipe la Campionatele Mondiale | 9 octombrie             |                          |            |                          |         |                            |         |                                                                   | N/A             |

Note
1. ↑  Gasparotto este un ciclist la echipa Wanty-Groupe Gobert, care nu face parte din Circutiul Mondial, astfel că nu poate primi puncte în clasamentul cicuitului.
2. ↑  Colbrelli este un ciclist la echipa Bardiani-CSF, care nu face parte din Circutiul Mondial, astfel că nu poate primi puncte în clasamentul cicuitului.
3. ↑  Campionatele mondiale de contratimp pe echipe acordă puncte numai în clasamentul pe țări, nu și pe cel individual.

## Clasamente

### Individual
Cicliștii cu același număr de puncte au fost departajați de numărul de victorii, apoi de numărul de curse pe care s-au clasat pe locul al doilea, apoi pe locul al treilea etc., în concursurile din Circuitul Mondial UCI 2016. 
| Loc | Nume                     | Echipă           | Puncte |
| --- | ------------------------ | ---------------- | ------ |
| 1   | Peter Sagan (SVK)        | Tinkoff-Saxo     | 329    |
| 2   | Nairo Quintana (COL)     | Movistar Team    | 285    |
| 3   | Alberto Contador (ESP)   | Tinkoff-Saxo     | 280    |
| 4   | Vincenzo Nibali (ITA)    | Astana           | 231    |
| 5   | Richie Porte (AUS)       | BMC Racing Team  | 222    |
| 6   | Ilnur Zakarin (RUS)      | Team Katusha     | 219    |
| 7   | Alejandro Valverde (ESP) | Movistar Team    | 205    |
| 8   | Sergio Henao (COL)       | Team Sky         | 204    |
| 9   | Sep Vanmarcke (BEL)      | LottoNL-Jumbo    | 201    |
| 10  | Thibaut Pinot (FRA)      | FDJ              | 200    |
| 11  | Fabian Cancellara (SUI)  | Trek-Segafredo   | 168    |
| 12  | Greg Van Avermaet (BEL)  | BMC Racing Team  | 162    |
| 13  | Arnaud Démare (FRA)      | FDJ              | 153    |
| 14  | Rui Costa (POR)          | Lampre-Merida    | 152    |
| 15  | Esteban Chaves (COL)     | Orica-GreenEDGE  | 150    |
| 16  | Bob Jungels (LUX)        | Etixx-Quick Step | 149    |
| 17  | Wout Poels (NED)         | Team Sky         | 147    |
| 18  | Jon Izagirre (ESP)       | Movistar Team    | 131    |
| 19  | Samuel Sánchez (ESP)     | BMC Racing Team  | 130    |
| 20  | Dan Martin (IRL)         | Etixx-Quick Step | 126    |
| 21  | Ian Stannard (GBR)       | Team Sky         | 120    |
| 22  | Simon Gerrans (AUS)      | Orica-GreenEDGE  | 119    |
| 23  | Steven Kruijswijk (NED)  | LottoNL–Jumbo    | 118    |
| 24  | Alexander Kristoff (NOR) | Team Katusha     | 106    |
| 25  | Geraint Thomas (GBR)     | Team Sky         | 105    |

- 159 de concurenți au reușit să câștige puncte. Alți 17 concurenți au terminat pe poziții care le-ar fi adus puncte, dar nu pot fi incluși în clasament întrucât activează la echipe ce nu sunt incluse în Circuitul Mondial.

## Legături externe
- Site web oficial